# 結合エネルギー
結合エネルギー（けつごうエネルギー）とは、互いに引き合う複数の要素からなる系において、その系がひとところに寄り集まって存在する状態と、粒子がばらばらに存在する状態との間での、ポテンシャルエネルギーの差のこと。結合エネルギーが大きいほど、その結合は強固で安定であると言える。束縛エネルギーとも言う。
本来、保存力によって結合する系ならば、どのような系に対しても考えることが出来るが、この語が良く用いられるのは、化学分野における分子中の原子間結合の場合と、原子核の核子間相互作用の場合である。
英語表記は、bond energy や binding energy 等があるが、前者は主に化学分野において、後者は主に原子核物理学分野において用いられる。

## 原子・分子間の結合エネルギー
分子の中に存在する、結合一つ一つを、実際に切断するのために必要となるエネルギーに関しては、結合解離エネルギーと言う語が用いられる。これに対して、単に結合エネルギーと呼んだ場合には、分子の持つ全結合の解離エネルギーの総和をさし、一つの結合の結合エネルギーとは、その分子中に存在する同種の結合の結合解離エネルギーの平均と言う意味になる。
原子どうしが結合して、分子や結晶などのひとつのかたまりを形成するときの結合エネルギーの源は、それぞれの原子の最外殻の電子が、原子間で共有されること（共有結合）であったり、電気陰性度の小さな原子から大きな原子へと移動すること、およびその移動の結果生ずるクーロン力（イオン結合）であったりする。
化学結合の強さは原子・分子間の結合エネルギーで表され、大きい方から順に並べると次のようになる。
- 共有結合＞イオン結合＞金属結合＞ファンデルワールス結合

## 原子核の結合エネルギー
核力などによって生ずる結合エネルギー。詳細は質量欠損を参照のこと。